# Slanská Huta
Slanská Huta (húngaro: Szalánchuta), é um município da Eslováquia, situado no distrito de Košice-okolie, na região de Košice. Tem 14,16 km² de área e sua população em 2018 foi estimada em 248 habitantes.

## Demografia
| Ano:        | 1994 | 2004    | 2014    | 2024   |
| ----------- | ---- | ------- | ------- | ------ |
| Broj ljudi: | 256  | 215     | 241     | 260    |
| Razlika:    |      | -16,01% | +12,09% | +7,88% |

| Ano:               | 2023 | 2024   |
| ------------------ | ---- | ------ |
| Número de pessoas: | 252  | 260    |
| Diferença:         |      | +3,17% |